# ダミアン・スアレス
ダミアン・ニコラス・スアレス・スアレス（Damián Nicolás Suárez Suárez、1988年4月27日 - ）は、ウルグアイ・モンテビデオ出身のプロサッカー選手。元ウルグアイ代表。ボタフォゴFR所属。ポジションは、ディフェンダー。
激しいプレースタイルが持ち味で、ヘタフェで1部リーグ最多出場した選手である。弟のマティアス・スアレスもプロサッカー選手。

## クラブ経歴
地元クラブのデフェンソール・スポルティングでプロデビュー。2007–08シーズンにはリーグ優勝を経験した。
2011年6月、スペインに渡りスポルティング・ヒホンと3年契約を結んだ。2011年9月のCAオサスナ戦で加入後初出場。アルベルト・ロラのバックアッパーという位置付けで、出場機会は余り多くはなかった。シーズン終了後、ヒホンはセグンダ・ディビシオンに降格した。
2012年7月、ヒホンとの契約を解除し、セグンダのエルチェCFに加入。エルチェではレギュラーを獲得し、24年ぶりとなるトップリーグ昇格に貢献した。
2015年7月、ヘタフェCFに移籍。
2016年夏にホセ・ボルダラス監督が就任すると、2018-19シーズンは5位躍進に貢献した。
2019-20シーズンはリーグ最多の16枚のイエローカードを提示された。
2022年4月20日、セルタ戦に出場してヘタフェにおける1部リーグ最多出場（191試合）した選手になった。
2024年2月5日、スアレス本人は1年の契約延長を望んでいたものの、クラブ側と折り合いがつかず最終的に双方合意の下で契約を解除した。9日、家族のいる母国ウルグアイに近いということもあり、ブラジルのボタフォゴFRに2025年末までの契約で加入。ボタフォゴでは同郷の後輩マテオ・ポンテ、元マンチェスター・ユナイテッドのラファエル・ペレイラ・ダ・シウバ、右サイドバックでも起用されるチェ・チェらとポジションを争うことになる。

## 代表経歴
各年代でウルグアイ代表に選出されており、2005 FIFA U-17世界選手権や2007 FIFA U-20ワールドカップなどに参加した。
2022年1月28日に2022 FIFAワールドカップ・南米予選のパラグアイ代表戦でA代表初出場。しかし、本大会のメンバーには選ばれなかった。

## タイトル
デフェンソール
- プリメーラ・ディビシオン: 2007–08